# Flaten Station
 Ikke at forveksle med Flaten Station (Skreiabanen).
Flaten Station (Flaten stasjon eller Flaten stoppested) er en jernbanestation på Arendalsbanen, der ligger i Åmli kommune i Norge. Stationen består af et spor og en kort perron med en lille stationsbygning af træ. En cykelrute mellem Nelaug og Arendal går forbi stationen.
Stationen åbnede som holdeplads 18. december 1910, da Arendalsbanen blev forlænget fra Froland til Åmli. Stationsbygningen blev opført efter tegninger af Harald Kaas, men den brændte i 1962. I stedet blev den tilsvarende bygning fra den gamle Nelaug Station, der var blevet erstattet af den nuværende i 1935, flyttet til Flaten. Stationen blev gjort ubemandet 1. juni 1958, og i december 1974 blev den nedgraderet til trinbræt.